# Calculate Linux
Calculate Linux es una distribución basada en Gentoo, diseñada para el despliegue rápido en el ambiente corporativo. Esta, así como Gentoo, ofrece la posibilidad de compilar desde el código fuente a través de su propio árbol Portage. También ofrece la instalación binaria de ciertos paquetes, una característica atractiva para aquellos usuarios que no desean esperar tiempos de compilación.
Calculate Linux, viene en cuatro sabores principales:
Calculate Linux Desktop (CLD): Enfocada para el uso personal.
Calculate Directory Server (CDS): Enfocada para servidores.
Calculate Linux Scratch (CLS): Enfocada para aquellos usuarios que deseen construir su sistema desde cero.
Calculate Media Center (CMC): Enfocada para usuarios que deseen orientar su sistema a ser un centro multimedia.
Todas las versiones de CL, se distribuyen en forma de imágenes LiveCD de inicio, que se pueden grabar en una memoria USB, CD/DVD o disco duro.